# Morro do Cuscuzeiro
O Morro do Cuscuzeiro é uma elevação na cidade paulista de Analândia de cerca de 900 metros de altura, dos quais aproximadamente 50 metros são de formação rochosa vertical, o que o caracteriza geologicamente com uma formação de morro testemunho. Constituído de rocha arenítica e localizado na cidade brasileira de Analândia, no estado de São Paulo, notório ponto turístico e local para contemplação, para a prática de escalada tendo mais de 50 vias para a prática de escalada, com graus variando desde o 4.º até 9.ºC. As vias contemplam desde escalada um pouco mais tradicionais (com mais de uma cordada), vias esportivas com graus elevados e também vias com proteções em móvel. Outra atividade um pouco menos procurada no "cuscuzeiro" é o rapel.

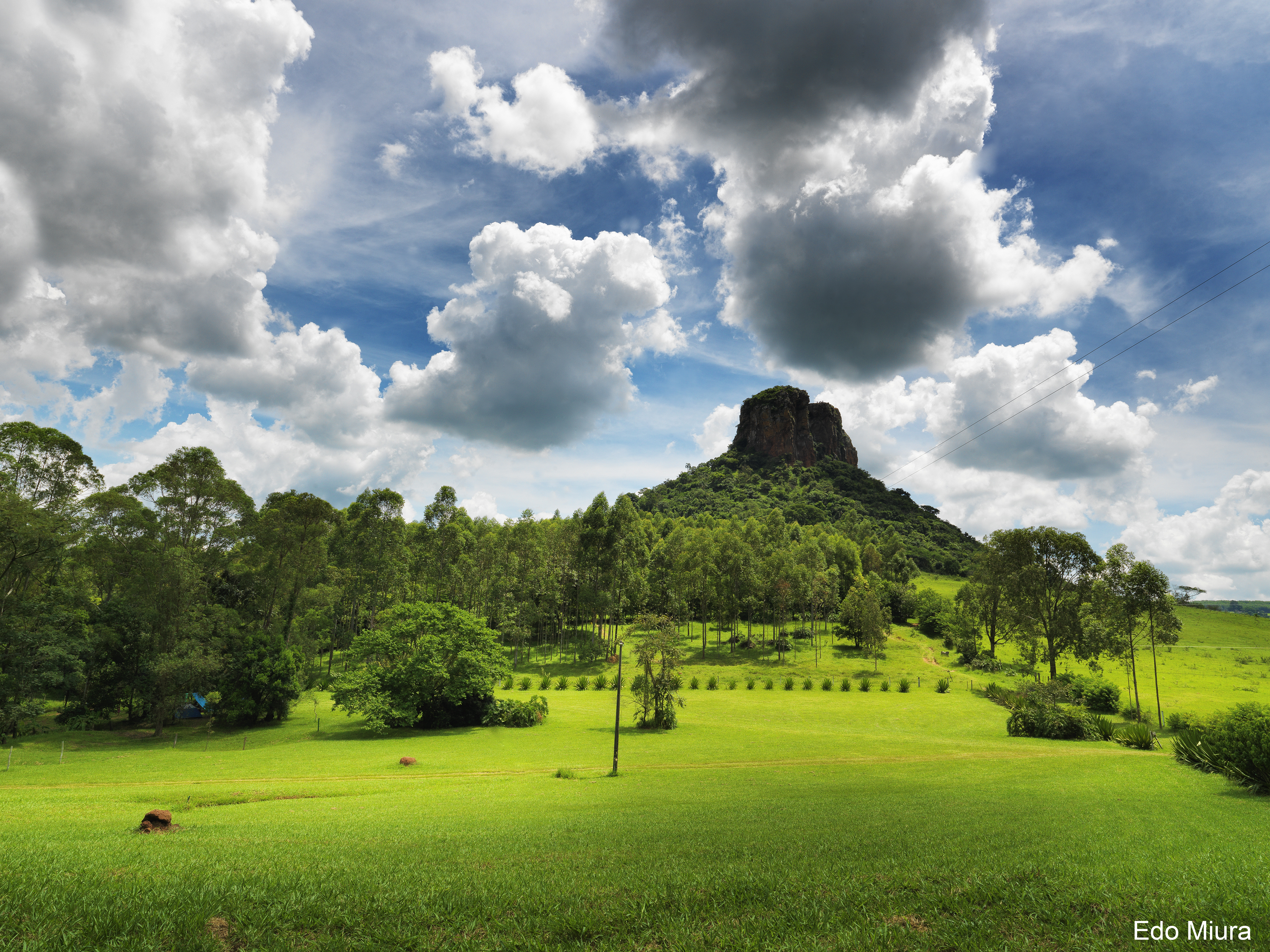
Vista do Morro do Cuscuzeiro